# Портрети корифеїв: до 100-річчя від дня заснування Національної музичної академії України імені П. І. Чайковського
«Портрети корифеїв: до 100-річчя від дня заснування Національної музичної академії України імені П. І. Чайковського» — книга Романа Вовка про діячів духового мистецтва України — провідних педагогів кафедри дерев'яних духових інструментів Національної музичної академія України імені Петра Чайковського. Видана спільно  Міністерством культури України і Національною музичною академією України імені Петра Чайковського у Києві у 2013 році. Обсяг — 225 сторінок з ілюстраціями: портретами, кольоровими фотографіями.
В книзі розкриті творчі біографії Володимира Сергійовича Антонова, Володимира Миколайовича Апатського, Олега Сергійовича Кудряшова, В'ячеслава Георгійовича Тихонова, Володимира Кириловича Турбовського, Юрія Володимировича Васильовича.